# أغتشة كندي
أغتشة كندي هي قرية في مقاطعة هشترود، إيران. عدد سكان هذه القرية هو 267 في سنة 2006.